# Brise-vent
Pour l'alignement de branches mortes qui peut servir de brise vent, voir andain.

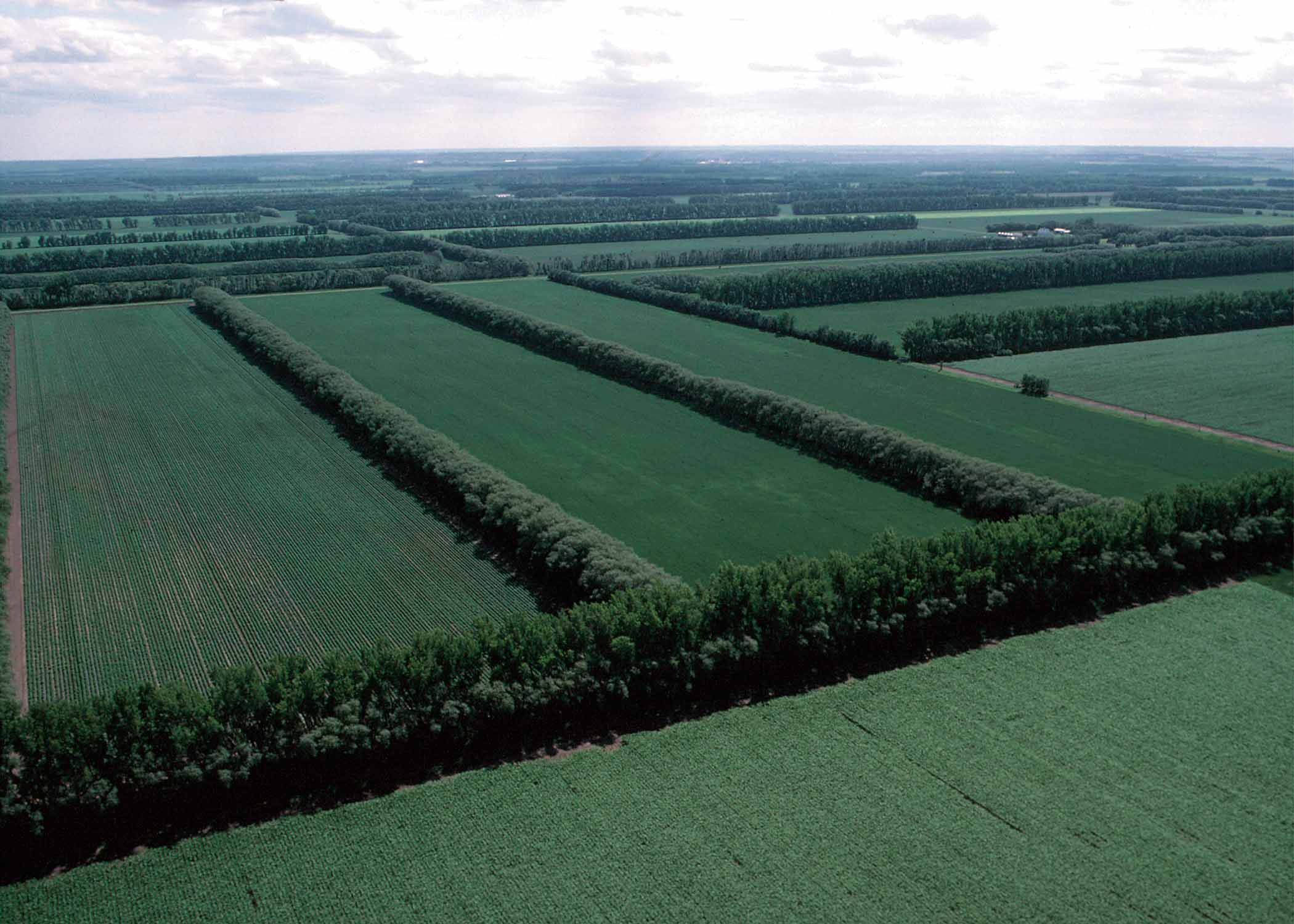
Vue aérienne d'un brise-vent végétal dans le Dakota du Nord.

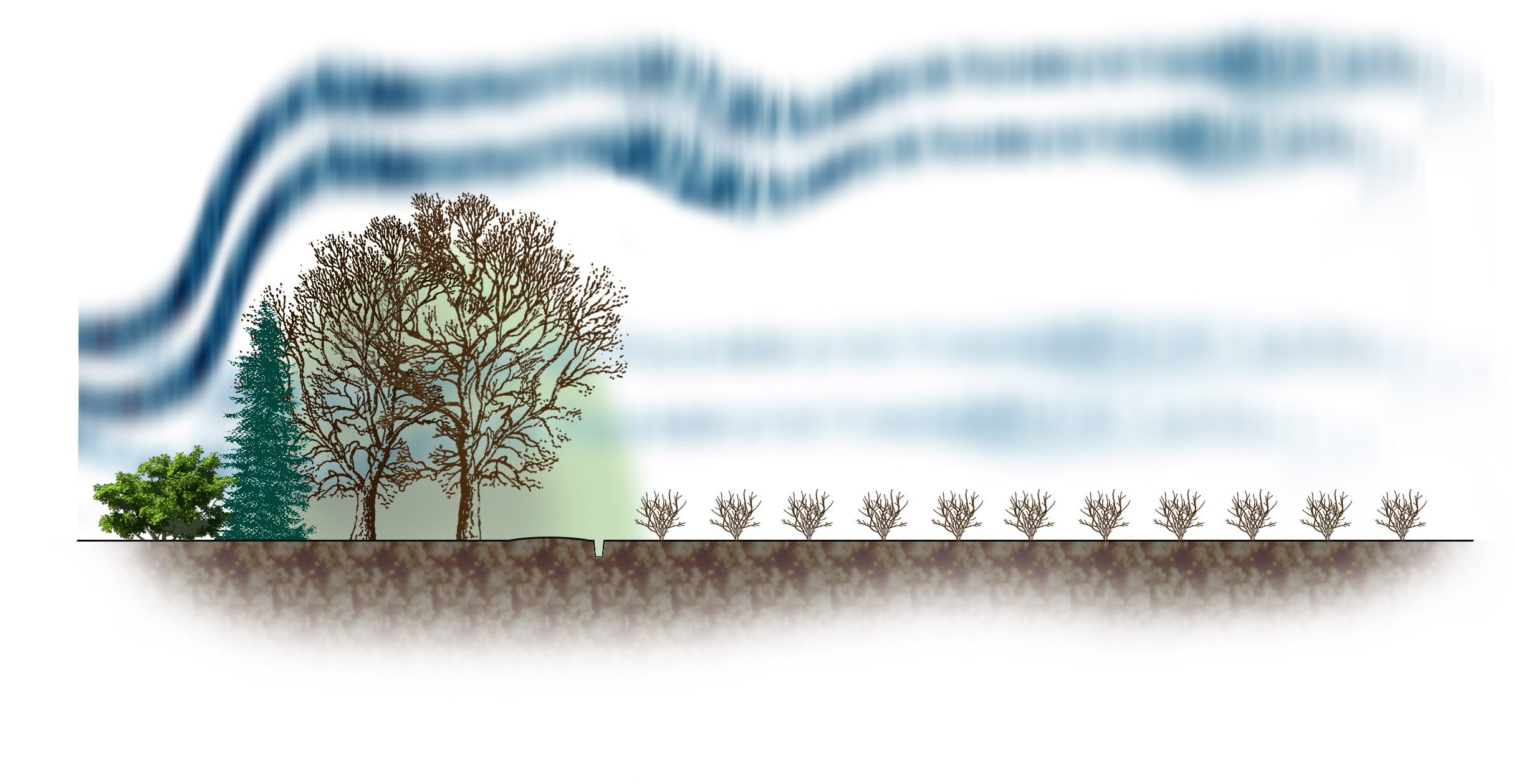
Représentation schématique d'une haie brise-vent.

Un brise-vent est une barrière, un obstacle, naturel ou anthropique, comme une haie, une clôture, une palissade d'arbustes, etc., servant à « couper » le vent, c'est-à-dire à l'arrêter ou le réduire fortement.

## Types de brise-vent

### Brise-vent végétal

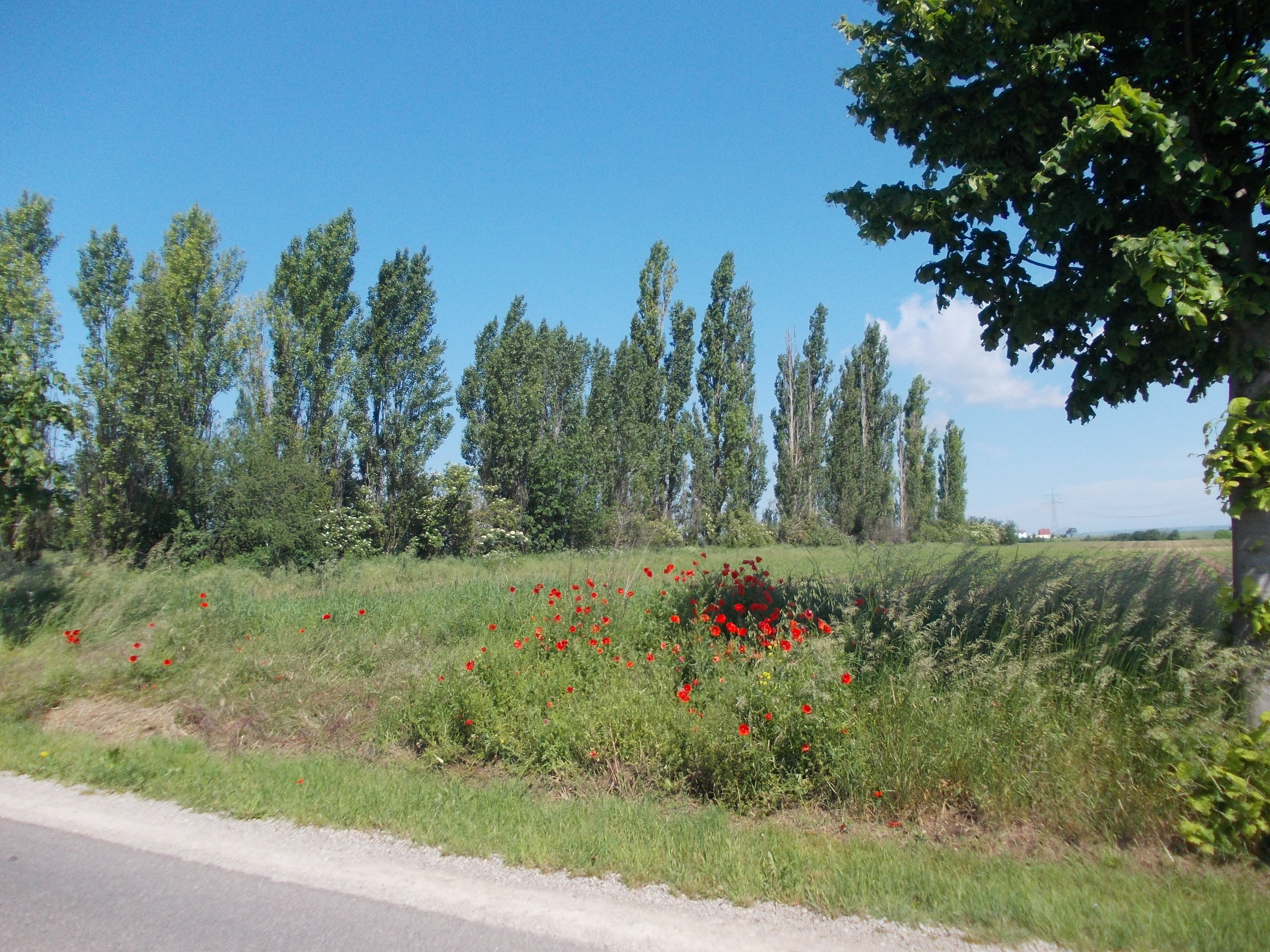
Haie brise-vent en fond de terrain qui protège une pâture (foin) de vents dominants qui pourraient la rabattre vers le sol.

La haie brise-vent haute composite est une haie haute, efficace pour protéger les cultures en augmentant la productivité d'une parcelle dans les premiers mètres après la haie. Ces haies apportent divers avantages pour les cultures en abritant aussi des auxiliaires de l'agriculture. Cette haie composite est constituée d'espèces de haut jet, de bourrage haut et de bourrage bas.
Sa hauteur varie de 7 à 20 mètres (pour une épaisseur de 3 à 5 mètres)[réf. nécessaire].
Les haies peuvent être mono-espèces à l'instar des haies de cyprès du sud de la France, peu coûteuses à mettre en œuvre, mais plus fragiles à terme et moins protectrices en cas de froid intense, ou encore des haies de peupliers.
Ce type de haie constitue un corridor pour la petite faune.

### Mur brise-vent
Ces brise-vent imperméables ont une portée beaucoup plus limitée que les brise-vents végétaux perméables de même hauteur, et sont réservés à la protection de petites surfaces. Selon leur orientation, en plus de protéger du vent, ils peuvent permettre de capter la chaleur du jour pour la restituer la nuit, ou protéger des plantes d'un excès de soleil.

### Brise-vent textile
En bordure des terrains de sports, les brise-vents apportent une forme de confort à la pratique des sports, en particulier de ceux dans lesquels intervient une balle ou la trajectoire de tout autre objet.

## Efficacité
Les effets aérodynamiques d'un brise-vent dépendent des caractéristiques de la haie (hauteur, longueur, porosité ou perméabilité, nature ou composition, forme de la section transversale…). L'étendue de la surface protégée est principalement déterminée par la hauteur de la haie, sa porosité et la régularité du vent. Pour les brise-vents perméables, cette surface varie entre 7 et 20 fois la hauteur de la haie : elle diminue avec des vents violents et irréguliers tels que le Mistral ou la Tramontane.
La porosité est définie « comme le pourcentage de trous dans un brise-vent sans épaisseur. Pour un rideau d'arbres, elle est définie comme la valeur d'un brise-vent sans épaisseur qui aurait les mêmes effets ».
La porosité idéale est de 25 % à 40 %. Elle s'obtient dans les haies composites en mélangeant des arbres de haute stature avec des buissons à feuillage caduc, et qui restent en feuilles durant la période des vents les plus forts. A contrario, les arbres à feuilles persistantes tels que les cyprès offrent une moins bonne porosité, ce qui explique leur limite de protection plus faible.
Une trop faible porosité en bas du brise-vent favorise l'amplitude des tourbillons, ce qui réduit son efficacité, tandis que le vent passant à ce niveau diminue considérablement leur puissance.

## Inconvénients
La présence de brise-vents végétaux entraine une augmentation du risque de gels printaniers et de maladies fongiques en limitant la circulation de l'air. Leur présence favorise les rassemblements de moineaux et d'étourneaux qui sont friands de raisin et d'oléagineux.

## Densité de brise-vents
Lorsqu'une région est très largement parsemée de brise-vents, le réseau qu'ils forment peut créer un microclimat qui se conjugue au bénéfice des protections locales des parcelles.

## Objectifs
L'un des objectifs de l'installation des brise-vents est l'amélioration des rendements agricoles. Cette pratique se retrouve dans de nombreux endroits du monde, et un triplement des quantités de pommes de terre produites a pu être constaté en Tunisie. Les brise-vents permettent également de réduire l'érosion du sol ainsi que les dépenses de chauffage lorsqu'ils protègent un bâtiment des vents froids. Un réseau de brise-vents, en région bocagère, serait favorable à la santé du bétail.